# Radjahgans

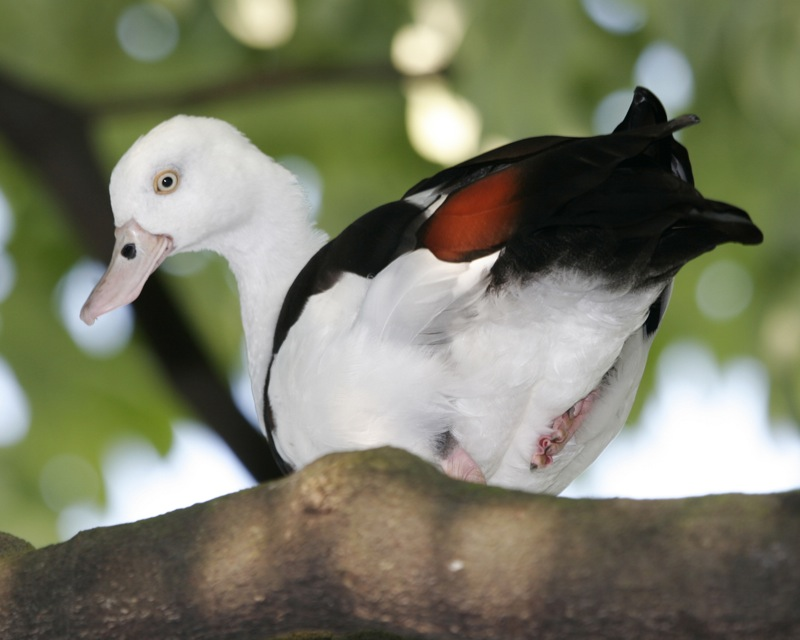
Radjahgans

Die Radjahgans (Radjah radjah; (Syn.) Tadorna radjah) ist eine Art aus der Familie der Entenvögel. Sie zählt zu den sogenannten Halbgänsen, die eine systematische Stellung zwischen den Gänsen und den Eigentlichen Enten einnehmen. Die Radjahgans ist überwiegend weiß mit einem auffälligen fleischfarbenen Schnabel und ebenso gefärbten Beinen. Ihr Erscheinungsbild ist so charakteristisch, dass sie mit keiner anderen Art verwechselt werden kann. Ihr Verbreitungsgebiet sind der Norden Australiens, Neuguinea und die Molukken. Es sind zwei Unterarten beschrieben, die sich in ihrer Körperfärbung leicht unterscheiden.
Die Radjahgans ist die einzige Art unter den Kasarkas, die im tropischen Klima beheimatet ist. Die zur selben Gattung zählende Australische Kasarka, die wie die Radjahgans eine endemische Art der Fauna Australiens ist, kommt nur in der gemäßigten Klimazone im Süden Australiens vor. Die IUCN stuft die Radjahgans als „nicht gefährdet“ (least concern) ein.
Der Begriff Radjah stammt aus einer auf den Molukken beheimateten Sprache und bedeutet Vogel.

## Erscheinungsbild
Die Radjahgans ist innerhalb der Gattung der Kasarkas eine kleine Art und erreicht eine Körperlänge zwischen 48,5 und 61 Zentimetern. Die Flügelspanne beträgt 90 bis 99 Zentimeter. Die Männchen wiegen durchschnittlich 930 Gramm, die Weibchen 840 Gramm. Der Sexualdimorphismus ist bei dieser Art nicht sehr ausgeprägt. Weibchen haben aber in der Regel ein schmäleres Brustband und die Geschlechter unterscheiden sich durch ihr Rufrepertoire. Männchen rufen laut und tief Karrr, die Weibchen dagegen ein leises und hohes Kirrr, Kirrr, Kirrr. Die Art ist meist paarweise zu beobachten. Die Radjahgänse sitzen bevorzugt auf Steinen oder waagrecht liegenden Baumstämmen am Gewässerrand.
Ihr Körpergefieder ist überwiegend weiß, das Rückengefieder ist bei der Nominatform allerdings dunkel und über die Brust verläuft ein schmales schwarzes Band. Die Unterart Tadorna radjah rufitergum ist dagegen auf dem Rücken und der Brustzeichnung rotbraun. Der Schnabel und die Beine sind bei beiden Unterarten fleischfarben rosa. Die Augen sind weiß.
Radjahgänse weisen kein Pracht- und Ruhekleid auf, das sich in der Farbverteilung ändert. Das Mauserschema dieser Art ist bislang nicht hinreichend erforscht.
Bei frischgeschlüpften Radjahgänsen ist die Kopfplatte kastanienbraun. Sie ist eingefasst von einem breiten schwarzbraunen Augenstreif, der sich von der Schnabelbasis bis zum hinteren Halssaum zieht. Der Rücken ist dunkelbraun. Die Bauchseite sowie die Fleckung an den Körperseiten ist weiß. Der Schnabel und die Füße der Dunenküken sind bereits wie bei den adulten Vögeln fleischfarben rosa. Jungvögel sind wie die Altvögel gefärbt, aber insgesamt etwas dumpfer in der Färbung. Insbesondere am Kopf finden sich auch noch vereinzelte graue und braune Federn. Die Flankenränder und die Unterschwanzdecken sind bei ihnen in der Regel verwaschen graubraun. Bei ihnen ist die Iris außerdem noch braun.

## Verbreitungsgebiet und Bestand
Die Nominatform ist im Küstengebiet Neuguineas und der Molukken verbreitet. Die Unterart rufitergum weist ein disjunktes Verbreitungsgebiet im tropischen Norden Australiens auf. Sie kommt im äußersten Nordosten des australischen Bundesstaates Western Australia, im Northern Territory sowie in Queensland vor. Die Wanderbewegungen innerhalb dieses Verbreitungsgebietes sind bislang unzureichend untersucht. Vermutlich gibt es lokale Wanderungen zwischen den Brutgebieten und Feuchtgebieten, die ausreichend Lebensraum auch während der Trockenzeit aufweisen.
Das Verbreitungsgebiet der Radjahgans in Australien hat sich im Verlauf des 20. Jahrhunderts verkleinert. Lokal gehen die Bestände zurück, wenn Feuchtgebiete in Agrarland umgewandelt oder von Straßen zerschnitten werden. Bestandsbedrohend wirkt sich insbesondere der verstärkte Reisanbau im australischen Northern Territory aus. Der Bestand in Australien betrug zu Beginn des 21. Jahrhunderts etwa 150.000 Individuen. Über die Bestandszahlen auf Neuguinea und den Molukken liegen keine ausreichenden Daten vor. Der Bestand für diese Inseln wird auf zwischen 10.000 und 100.000 Vögel geschätzt.

## Lebensraum und Lebensweise

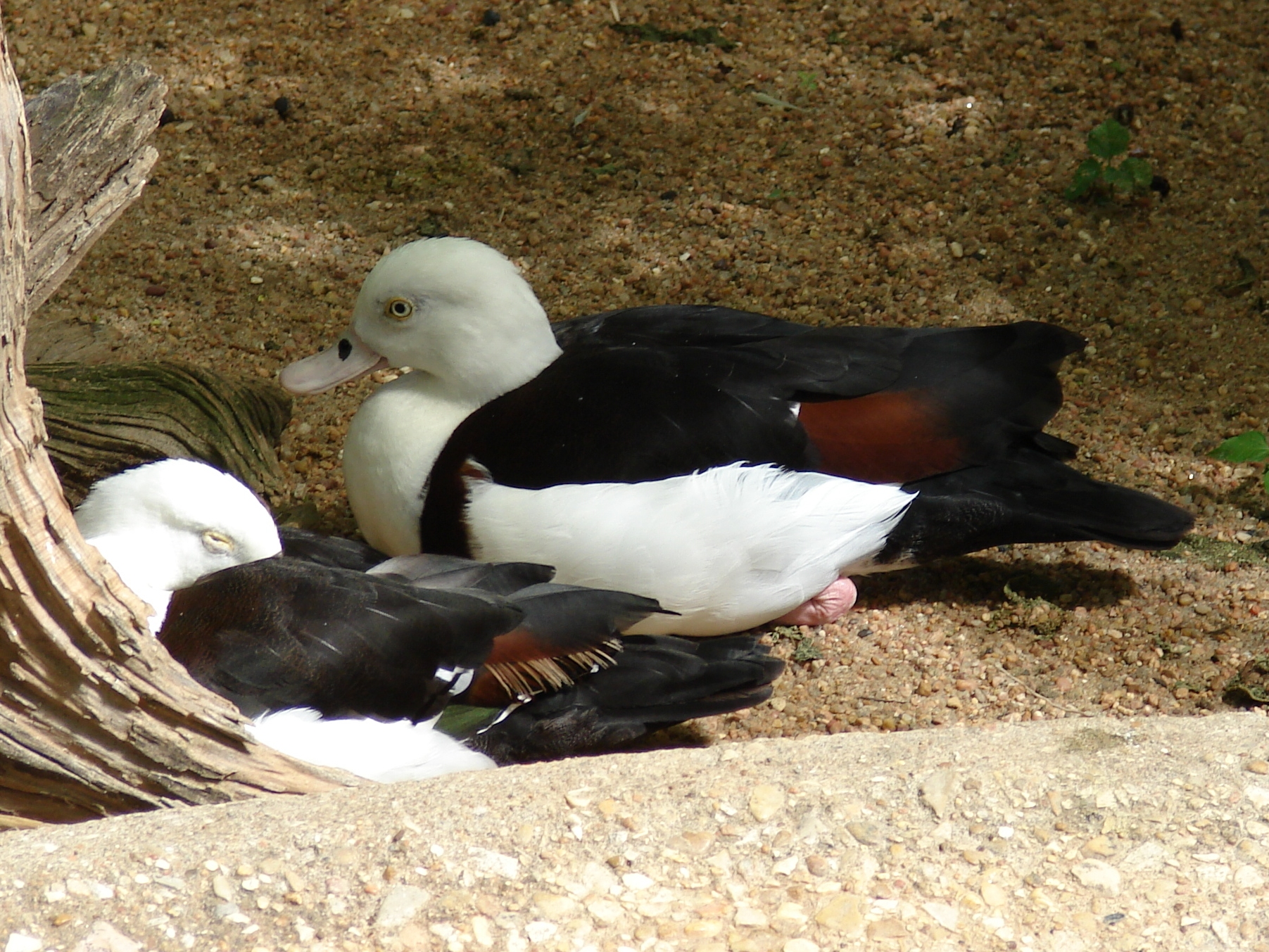
Zwei Radjahgänse der Nominatform

Die Radjahgans lebt in von Monsunregenfällen gekennzeichneten Regionen. Sie kommt in Marsch- und Sumpfgebieten sowie Flussmündungen und auch an Gewässern mit Salz- oder Brackwasser vor. Sie zeigt eine starke Präferenz für Flachgewässer. Während der Trockenzeit ist sie vor allem an mit Mangroven umstandenen Flussläufen und Marschgebieten zu finden. Sie ist ein typischer Waldbewohner, der einen großen Teil seiner Ruhezeit auf großen Ästen sitzend verbringt. Offene Wasserflächen werden nur selten aufgesucht.
Radjahgänse suchen ihre Nahrung vor allem am frühen Morgen und am späten Abend. Auch nachts gehen sie auf Nahrungssuche. Ihre aufgenommene Nahrung ist bislang noch nicht abschließend untersucht; vermutlich überwiegen Schalentiere und andere wasserlebende Wirbellose. Radjahgänse fressen aber auch Samen. Nahrungsgründe sind schlammige Uferbänke und Seichtwasserzonen sowie angrenzende Wiesen. Während des Tages ruhen sie aufgebaumt am Gewässerrand. Ihre Ruheplätze und ihre Nahrungsgründe liegen gelegentlich bis zu sechs Kilometer auseinander. Die Entfernung legen sie in einem sehr flachen Flug zurück. Meist folgen sie dabei den Gewässern und fliegen dicht über der Wasseroberfläche. In bewaldeten Regionen fliegen sie eher zwischen den Bäumen hindurch, als dass sie diese bewaldeten Stellen überfliegen. Auffallend ist auch, dass Radjahgänse verhältnismäßig selten auf dem Wasser schwimmen. Sie sind allerdings gute Läufer.
Gewöhnlich werden sie in kleinen Gruppen von sechs bis acht Individuen oder paarweise beobachtet. Während der Trockenzeit ziehen sie jedoch zunehmend zu größeren Gewässern und bilden dann Schwärme, die 20 bis 60 Individuen umfassen. Gelegentlich werden auch Schwärme mit mehr als 200 Individuen gezählt. Während der Fortpflanzungszeit sind Radjahgänse territorial. Jedes Individuum beziehungsweise jedes Paar hat auch ein eigenes Nahrungsrevier. Es gibt kein auffälliges Verteidigungsverhalten für dieses Revier, jedoch wird es von anderen Radjahgänsen gemieden.

## Fortpflanzung

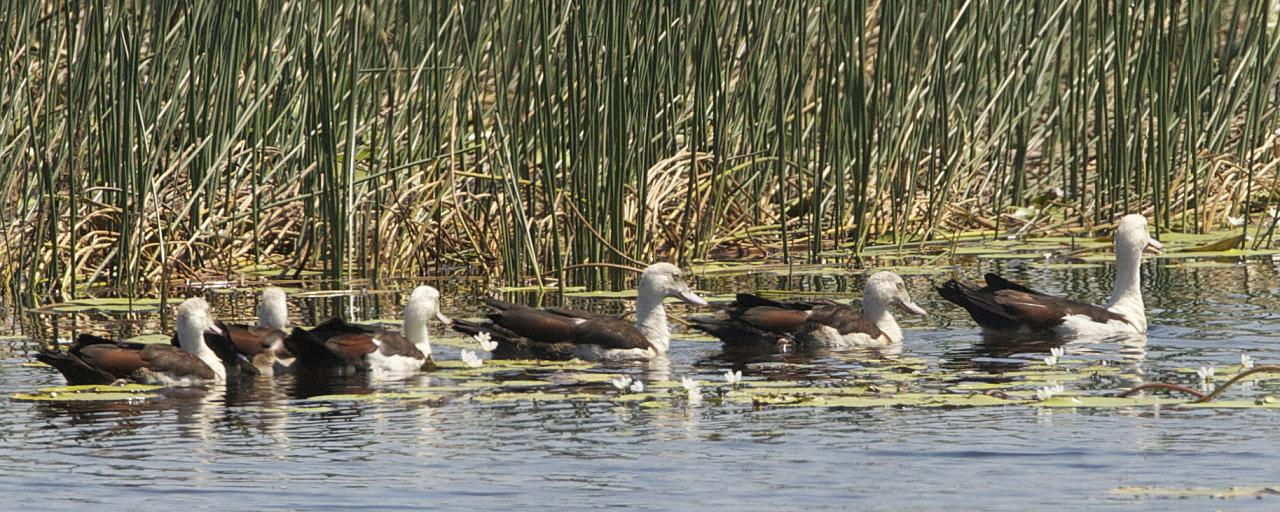
Radjahgänse der Unterart T. r. rufitergum

Über die Fortpflanzungsweise der Radjahgans ist bislang nur wenig bekannt. Der Beginn der Brutzeit fällt aber mit dem Beginn der Regenzeit zusammen. Dann besetzt ein Paar ein Brutrevier, in dem auch der Niststandort liegt. Am Adelaide verteidigt ein Paar im Durchschnitt einen Uferabschnitt von drei Kilometern Länge. Diese Brutreviere werden anders als die Nahrungsreviere energisch verteidigt. Das antagonistische Verhalten gegenüber Artgenossen ist vermutlich auch Bestandteil des Paarbindungsverhaltens.
Die Eiablage erfolgt, sobald die Wasserstände wieder zurückgehen und damit Überschwemmungsflächen freigeben, die der Radjahgans als Nahrungsgründe dienen. Im Northern Territory fällt die Zeit der Eiablage in die Monate Februar bis Mai, in Queensland in die Zeit von November bis Januar. Die Brutzeitverschiebung ist darauf zurückzuführen, dass in den Regionen die Regenzeit zu unterschiedlichen Zeitpunkten einsetzt und unterschiedlich lang währt. Wie auch für andere Arten der Kasarkas typisch, ist die Radjahgans ein Höhlenbrüter. Sie nutzt überwiegend Baumhöhlen. Beide Elterntiere verteidigen ihr Brutrevier energisch. Die durchschnittliche Gelegegröße ist bislang nicht hinreichend untersucht, in der Literatur werden Gelegegrößen von 6 bis 15 Eiern genannt. Große Gelege können jedoch darauf zurückzuführen sein, dass zwei Weibchen Eier in ein Nest gelegt haben. Es brütet allein das Weibchen. Das Männchen bleibt aber in der Nähe des Nestes und ist auch an der Aufzucht der Dunenjungen beteiligt.

## Haltung in Europa

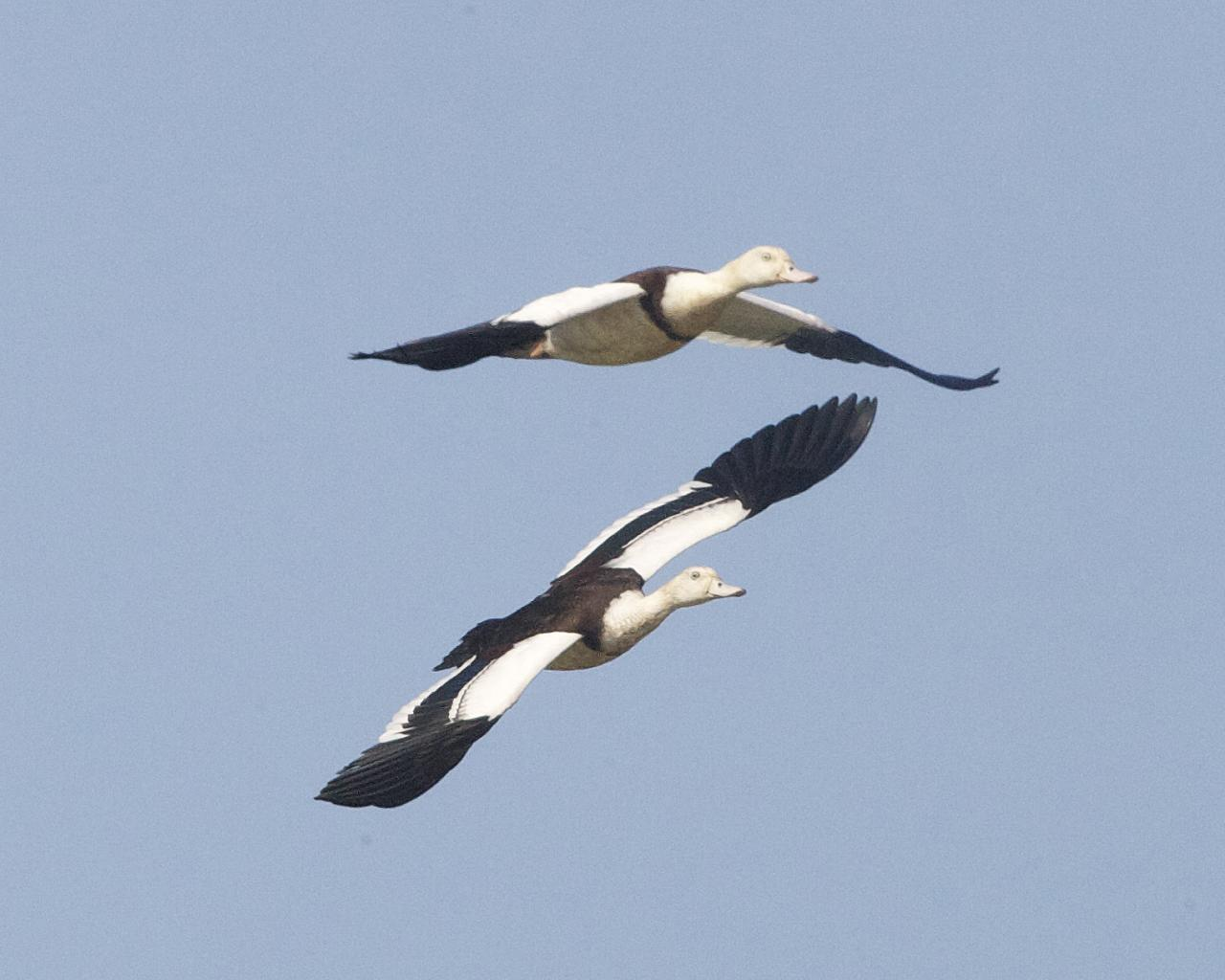
Flugbild

Die ersten Radjahgänse außerhalb des natürlichen Verbreitungsgebietes wurden im Jahre 1886 in Frankreich gehalten. Weitere Importe nach Europa fanden im Jahre 1900 und 1904 statt. Die Erstzucht gelang 1940 in einem britischen Zoo, und 1962 glückte auch einem US-amerikanischen Zoo die Zucht. Bis heute gilt die Radjahgans als die Art, die unter den Kasarkas am schwierigsten zu züchten ist. Sie muss in Mitteleuropa außerdem in temperierbaren Schutzhäusern untergebracht werden. Entsprechend selten wird sie in Zoos gezeigt.
Eine Zuordnung der in europäischen Zoos gezeigten Radjahgänsen zu Unterarten ist problematisch: Bei den Gehegetieren handelt es sich überwiegend um die Nominatform. Es ist im Zeitverlauf aber sehr wahrscheinlich die rotrückige Unterart rufitergum eingekreuzt worden.

## Belege